# Höviksnäs
Höviksnäs är en tätort i Tjörns kommun, Västra Götalands län. Höviksnäs ligger på östra Tjörn vid Hakefjorden. 2018 sammanväxte tätorten med tätorten Myggenäs och den gemensamma tätorten namnsattes av SCB till Höviksnäs och Myggenäs.

## Befolkningsutveckling
| Befolkningsutvecklingen i Höviksnäs 1990–2020                                                                     | Befolkningsutvecklingen i Höviksnäs 1990–2020 | Befolkningsutvecklingen i Höviksnäs 1990–2020 | Befolkningsutvecklingen i Höviksnäs 1990–2020 | Befolkningsutvecklingen i Höviksnäs 1990–2020 |
| --- | --------------------------------------------- | --------------------------------------------- | --------------------------------------------- | --------------------------------------------- |
| |                                               |                                               |                                               |                                               |
| År |                                               |                                               | Folkmängd                                     | Areal (ha)                                    |
| 1990 | 1990                                          |                                               | 895                                           | 51                                            |
| 1995 | 1995                                          |                                               | 1 109                                         | 60                                            |
| 2000 | 2000                                          |                                               | 1 160                                         | 64                                            |
| 2005 | 2005                                          |                                               | 1 289                                         | 130                                           |
| 2010 | 2010                                          |                                               | 1 309                                         | 130                                           |
| 2015 | 2015                                          |                                               | 1 750                                         | 400                                           |
| 2020 | 2020                                          |                                               | 3 469                                         | 673                                           |
| Anm.: Ny tätort 1990. Sammanvuxen 2015 med Tångeröd södra, Snippen och Manhöjden och Berga samt 2018 med Myggenäs |                                               |                                               |                                               |                                               |

## Samhället
Samhället omfattar en äldre bebyggelse vid kusten och ett småhusområde uppfört på 1980-1990-talen lite längre inåt land. Idag finns även nybyggda kedjehus och lägenheter i området Tångeröd. 
I Höviksnäs finns även en livsmedelsbutik och bensinstation.

## Barn och utbildning
I Höviksnäs finns en förskola och två grundskolor för klasserna F–5, respektive 6–9.
- Tångeröds förskola, åldrarna 1-5  år.[5]
- Fridas Hage, förskoleklass, grundskola årskurs 1-5, grundsärskola/träningsskola årskurs 1-6 samt fritidshem.[6]
- Häggvallskolan, grundskola årskurs 6-9, grundsärskola årskurs 6-9.[7]

## Omsorg och hjälp
I Höviksnäs finns två gruppboenden och ett serviceboende.
Höviksnäs gruppboende
Ett gruppboende bestående av 5 st lägenheter för vuxna personer med omfattande funktionsnedsättning.
Fågelkärrsvägens gruppboende
Ett gruppboende bestående av 5 st lägenheter för vuxna personer med funktionsnedsättning som delvis behöver stöd och hjälp.
Övergårdsvägens serviceboende
Ett trapphusboende bestående av 10 st lägenheter för vuxna personer med funktionsnedsättning som delvis behöver stöd och hjälp.
Boende för äldre
I Höviksnäs finns lägenheter för pensionärer som behöver lägenhet på markplan. Här finns totalt 15 st lägenheter.

## Gång- och cykelvägar
Från Höviksnäs finns gång- och cykelvägar till Kållekärr och vidare mot Skärhamn samt till Myggenäs och vidare mot Stenungsund.